# Station Pevensey and Westham
Pevensey and Westham is een spoorwegstation van National Rail in Wealden in Engeland. Het station is eigendom van Network Rail en wordt beheerd door Southern. 